# TI-30

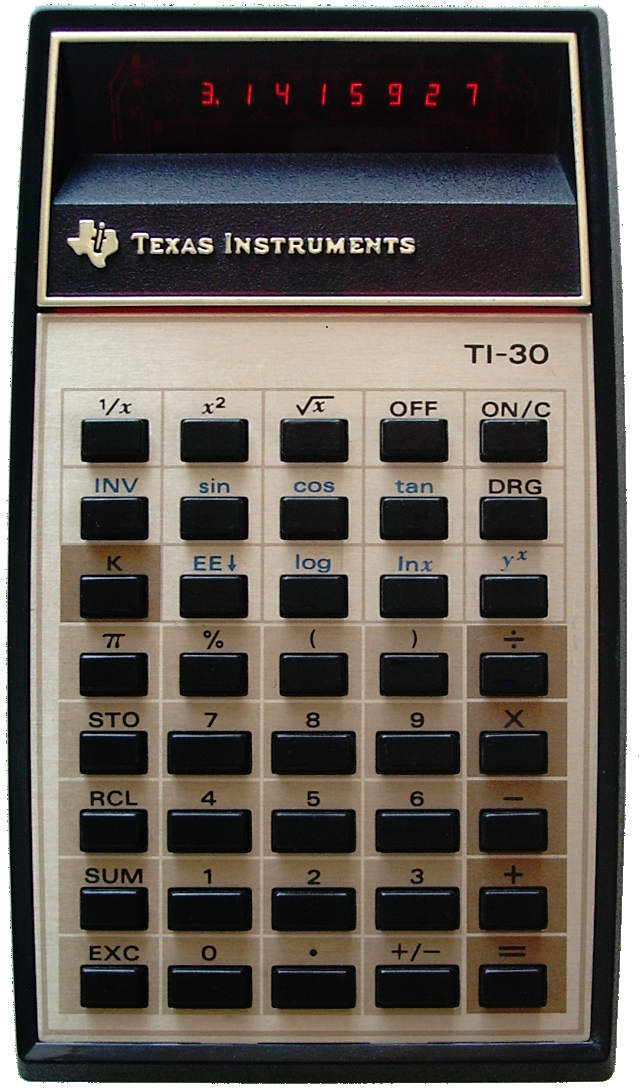
TI-30 nguyên bản

TI-30 là một máy tính khoa học sản xuất bởi Texas Instruments, và mô hình đầu tiên được giới thiệu vào năm 1976. Nó được sản xuất với một số phiên bản của dự án cho đến năm 1983.